# Gouden Straatje

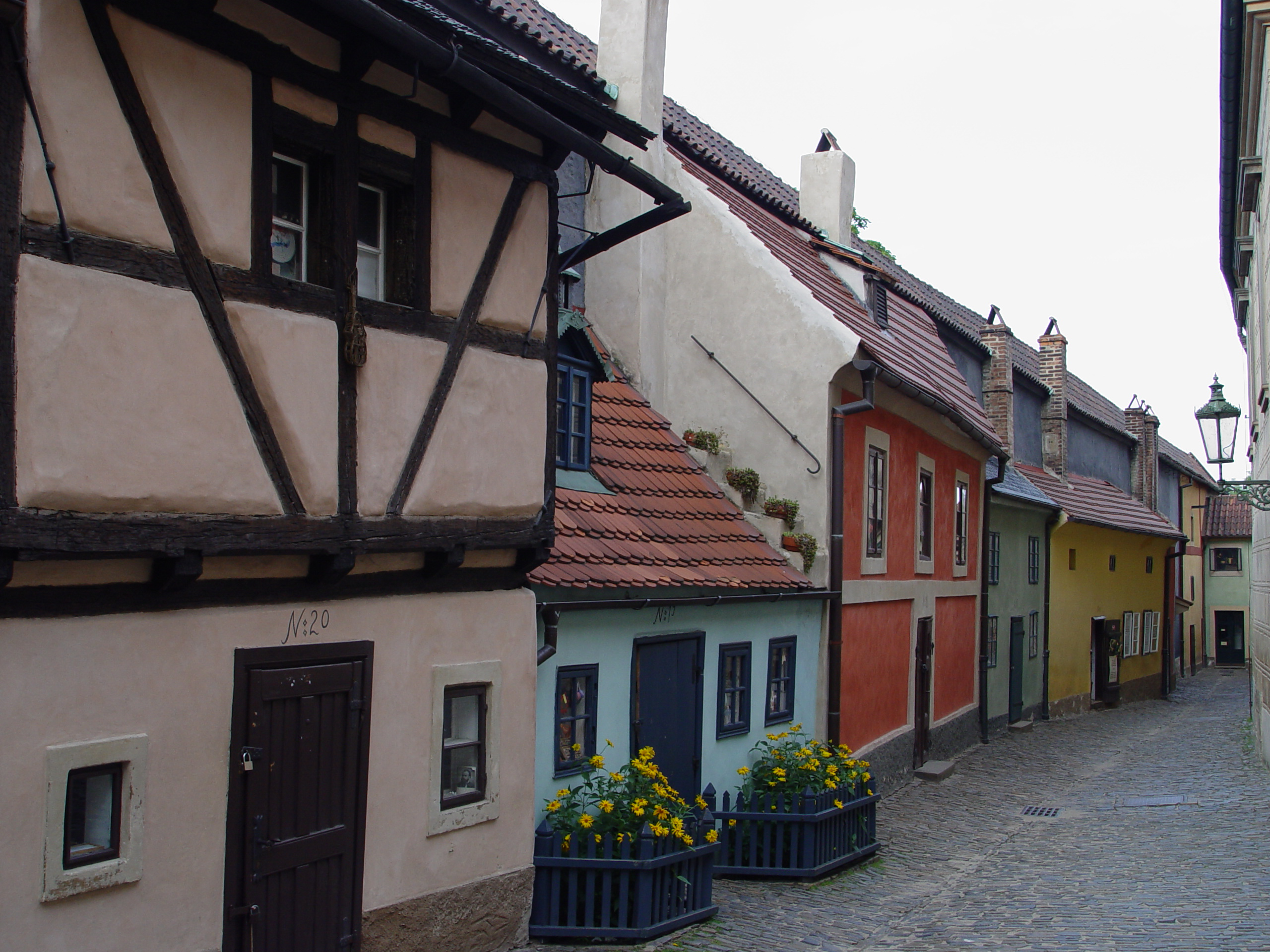
Het Gouden Straatje.

Het Gouden Straatje (soms ook Gouden Steegje, Tsjechisch: Zlatá ulička u Daliborky) is een smal straatje aan de binnenzijde van de noordelijke muur van de Praagse burcht in de Tsjechische hoofdstad Praag. Het eeuwenoude straatje is een van de grootste toeristische trekpleisters van de stad.
De naam van het straatje duikt voor het eerst op in de 16e eeuw. De elf huisjes werden gebouwd als onderkomen voor de kasteelwachten. Later werd het straatje ook door andere kasteelbedienden bewoond. Een verklaring van de naam is dat onder die bedienden goudsmeden waren. Een andere uitleg van de naam is afkomstig uit een legende. Keizer Rudolf II zou alchemist zijn geweest. Volgens de legende zouden zijn pogingen tot het maken van goud hebben plaatsgevonden in het Gouden Straatje.
Tussen 1916 en 1917 werd huis nummer 22 bewoond door de bekende Duitstalige schrijver Franz Kafka.
Na de Tweede Wereldoorlog kocht de Presidentiële Kanselarij de huizen en liet ze renoveren door architect Pavel Janák. De marionettenfilmregisseur, illustrator en schilder Jiří Trnka nam ook deel aan het werk en stelde de kleurrijke gevels voor. Sinds de renovatie is de steeg onbewoond. De huisjes herbergen een permanente tentoonstelling, souvenirwinkels en cafés. Het huis van Kafka is een klein museum met boekwinkel.